# Весняна лихоманка
«Весняна лихоманка» (англ. Spring Fever) — американська короткометражна кінокомедія режисера Хела Роача 1919 року.

## Сюжет
Гарольду набридло сидіти в офісі та перебирати папери. Він втікає з роботи й вирушає на пошуки пригод до парку.

## У ролях
- Гарольд Ллойд
- Снуб Поллард
- Бібі Данієлс
- Джордж К. Артур
- Рей Брукс
- Семмі Брукс
- Воллес Гоу
- Бад Джеймісон
- Марк Джонс